# Альгірдас Кумжа
Альґірдас Кумжа (лит. Algirdas Kumža; нар. 29 листопада 1956, Тельшяй, Тельшяйський район, Литовська РСР, СРСР) — литовський державний діяч, дипломат, Надзвичайний і Повноважний Посол Литовської Республіки в Україні у 2006-2009 роках.

## Життєпис
Народився 29 листопада 1956 року. У 1980 закінчив Вільнюський університет, правовий факультет. Володіє українською, англійською та російською мовами.
З 1980 по 1988 — на комсомольській роботі.
З 1988 по 1990 — член вільнюської ради Національного руху «Саюдіс».
З 1990 по 1992 — депутат парламенту Литовської Республіки  у Вільнюсі.
З 1994 по 1997 — заступник головного редактора газети «Летувос ритас».
З 1998 по 1999 — радник з питань міжнародних відносин Президента Литви Валдаса Адамкуса.
З 1999 по 2006 рік очолював Литовсько-Українського культурний «Фонд імені Тараса Шевченка», неурядову громадську організацію, що покликана сприяти економічним, культурним, науковим, освітянським зв’язкам між Україною та Литовською Республікою.
З 02.2006 по 2009 — Надзвичайний і Повноважний Посол Литви в Києві (Україна).
Учасник «Intermarium: Київ, Warszawa, Vilnius» — спільного проєкту литовського медіахолдингу «Lietuvos Rytas», польського видання «Gazeta Wyborcza» та «Громадського телебачення», присвячений суспільним трансформаціям у трьох країнах.

## Захоплення
Альґірдас Кумжа займається альпінізмом, фотографує і пише щоденники експедицій. На його рахунку Ельбрус, Монблан, Піллі в Чилі, Піко де Орісаба в Мексиці, Шіша-Пангма в Гімалаях.

## Нагороди
- Орден «За заслуги» III ступеня (2006)[3]
- Орден «За заслуги» II ступеня (2009)[4]

## Автор
- «Гімалаї: Щоденник однієї експедиції»